# Plagioecia tubiabortiva
Plagioecia tubiabortiva is een mosdiertjessoort uit de familie van de Plagioeciidae. De wetenschappelijke naam van de soort is voor het eerst geldig gepubliceerd in 1930 door Canu & Bassler.